# Black River (plaats in Jamaica)
Black River is de hoofdstad van de parish Saint Elizabeth in het zuidwesten van Jamaica. In de 18e en 19e eeuw was het een drukke havenstad waar hout, piment, rum, suiker en huiden werden verscheept. Ook speelde de haven een rol in de slavenhandel. In het begin van de 20e eeuw was Black River, na de hoofdstad Kingston, in ecomomische betekenis de tweede stad van het eiland. Tegenwoordig is het toerisme belangrijk. De plaats ligt aan de monding van de gelijknamige rivier Black River.